# Cybot Robotchi
Cybot Robotchi (яп. サイボットロボッチ Сайботто Роботти) — японский аниме-сериал, выпущенный студией Knack Productions. Транслировался по телеканалу TV Tokyo с 7 октября 1982 года по 29 июня 1983 года. Всего выпущено 39 серий аниме. Режиссёр аниме Кадзуюки Окасако, автор сценария — Тоёхиро Андо. Сериал был дублирован на английском и итальянском языках.

## Сюжет
Сюжет разворачивается вокруг озорного робота по имени Роботи с телевизором в животе. Он живёт в маленькой деревеньке с другими роботами, созданными профессором Дэко, который в свою очередь влюблён в женщину-полицейского, сержанта по имени Сатико. Несмотря на то, что Роботи очень любит пошалить и создаёт неприятности, он очень добродушный и всегда готов прийти на помощь нуждающимся. Тем временем другой учёный-злодей по имени Хорасэ мечтает заполучить Роботи в свои руки и с помощью своих помощниц Трейси и Иветт пытается самыми разными способами поймать Роботи и навредить главным героям.

## Роли озвучивали
- Хироси Масуока — Доктор Дэко
- Нацуми Сакума — Роботи
- Ая Мидзогути — Сильви
- Масако Миура — Удзура
- Нобуо Тобита — Боб
- Ёко Каванами — Куруми